# Битка за Алмендралехо
Битката за Алмендралехо е битка и клане в Алмендралехо през август 1936 г., по време на първите етапи на Гражданската война в Испания.

## Обща информация
На 7 август 1936 г. войските на генерал Франсиско Франко, под командването на Гонсало Кейпо де Ляно, навлизат в Алмендралехо и превземат града. При влизането на войските републиканските милиционери се оттеглят. Четиридесет от тях се укриват в кулата на Църквата на пречистването (Torre de la Parroquia de la Purificación). След това военните решават да подпалят църквата и да обстрелват кулата с оръдие, за да принудят републиканците да се предадат.
Приблизително 1 000 цивилни са убити. Републиканците се съпротивляват до 15 август 1936 г.